# Michel Pecqueux
Michel Georges Edmond Pecqueux, né le 26 décembre 1906 à Amiens et mort le 14 octobre 2002 à Vernouillet, est un coureur cycliste français, spécialiste de l'omnium et de l'américaine.

## Biographie
En 1922, Il vit seul avec sa maman et sa sœur à Amiens, il est quelque temps coursier chez les cycles Ch. Koempgen. Il débute dans le sport cycliste vers 1924-1925, à l'âge de dix-huit ans. Il gagne quelques petites courses sur route dans sa région, puis part faire son service militaire au 5e génie, à Satory. Il participe à la Médaille 1927-1928, sans grand succès, sous les couleurs du V. C. Versailles. Mais c'est dans sa ville natale qu'il commence à faire parler de lui, grâce à Henri Tourbier, directeur du vélodrome d'Amiens qui le pousse à tenter sérieusement sa chance à Paris. Durant l'hiver 1928-1929, Pecqueux vient inscrire son nom sur la liste d'engagements du Vel' d'Hiv'. Marcel Renaud veut bien associer son sort à celui du modeste provincial. L'équipe Renaud-Pecqueux enlève brillamment l'américaine amateurs le dimanche suivant. Pecqueux se fixe à Versailles et travaille à Villacoublay, comme ajusteur chez Breguet. Les engagements sont durs à trouver; Son manager Kaiser l'aide sérieusement et petit à petit Pecqueux arrive à se faire une petite place dans la carrière, pourtant sérieusement encombrée.
En 1929, il court des américaines, et forme avec René Hournon, l’équipe des « damiers noir et blanc ».,Le 12 octobre 1929, il bat les records de France du kilomètre lancé (1 min 09 s 1/5) et arrêté (1 min 13 s 4/5).
En 1930, il s'installe au camp d’entraînement du VCL, le « presbytère » des Loges-en-Josas. Il prend le départ des six jours de Paris associé à Hournon où ils terminent neuvième. Le 25 mai 1930, il court, à Bordeaux, le kilomètre lancé en 1 min 08 s 1/5. C'est un record du monde, mais la performance ne peut pas être homologuée, le chronométreur n'étant pas officiellement reconnu. Pecqueux recommence huit jours plus tard, à Buffalo, devant un aréopage officiel et réalise 1 min 08 s ,.
En 1931, à la surprise générale, il triomphe dans le championnat de France de vitesse des aspirants, devant des sprinters réputés et aguerris. Puis il gagne des américaines avec Hournon, notamment le Prix du Salon de la saison 1931-1932; il va aux États-Unis avec Coupry et se classe deuxième des Six Jours de New-York,, et, au cours des années qui suivent, enlève quantité d'épreuves de toutes sortes. Il participe aux six jours de Paris en 1933 associé à Georges Coupry.
En 1935, il s'essaye au demi-fond et se classe 4e des éliminatoires du championnat de France de demi-fond. Il parvient en demi-finale du championnat de France de vitesse.
En 1937, Il bat cinq records du monde, du mille au 4 kilomètres, au Vigorelli,.
En 1941, il tient un magasin de cycles à Nantes. En 1946, il participe aux Vielles Gloires Cyclistes de l'Ouest à Nantes.

## Palmarès
- 1928
  - Champion de vitesse de la Somme[2]
  - Record de France du 1/2 mile départ arrêté en 58 s 4/5 à Amiens[15]
- 1929
  - Record de France du km lancé en 1 min 09 s 1/5 à Amiens[2]
  - Record de France du km départ arrêté en 1 min 13 s 4/5 à Amiens
- 1930
  - Record de France du km départ lancé en 1 min 08 s 1/5 à Buffalo
  - Prix René Chassot (omnium par équipe, associé à René Hournon[16])
- 1931
  -  Champion de France de vitesse aspirants
  - Record de France du 1/2 mile départ lancé en 52 s 4/5 à Alger
  - Prix du Salon (avec René Hournon)
  - 2ème des six jours de New York (avec Georges Coupry)
- 1932
  - Champion d'hiver d'omnium[17]
  - 3e Grand Prix de Buffalo (américaine avec Georges Coupry et Georges Faudet[18])
- 1936
  - 3e du Prix Dupré-Lapize (avec Jean Tonnelier)
- 1937
  - Record du Monde du mile départ arrêté en 1 min 58 s 1/5
  - Record du Monde des 2 km départ arrêté en 2 min 26 s 1/5
  - Record du Monde des 3 km départ arrêté en 3 min 47 s 3/5
  - Record du Monde des 2 miles départ arrêté en 4 min 04 s 2/5
  - Record du Monde des 4 km départ arrêté en 5 min 05 s
  - Record du Monde du km lancé en 1 min 01 s
  - Record du Monde des 2 km départ lancé
  - Record du Monde des 3 km départ lancé
  - Record du Monde des 4 km départ lancé
  - Record du Monde des 5 km départ lancé
  - Record du Monde des 10 km départ lancé
  - Record du Monde des 20 km départ lancé
  - Record du Monde des 30 km départ lancé
  - Record du Monde des 40 km départ lancé
  - Record du Monde des 50 km départ lancé en 1h01 min 15 s 1/5
  - Record de l'heure en tandem départ arrêté 49.036 km avec Maurice Richard au Vigorelli
  - Trois jours de Toulouse (avec Maurice Deschamps)
- 1938
  - 3ème des six jours de Saint Etienne (avec Octave Dayen)

## Vie privée
Il se marie avec Marie-Louise Rouxel le 2 aout 1932 à Marseille et ont un fils Max né en 1934.

## Hommage
Un GP Michel Pecqueux est couru à Nantes en 1950 et 1951